# アフマド・マスード
アフマド・マスード（英語: Ahmad Massoud、ダリー語: احمد مسعود、1989年7月10日 - ）は、アフガニスタンの政治家・軍人。アフガニスタン民族抵抗戦線（NRFA）の指導者にしてアフマド・シャー・マスードの後継者。

## 来歴
アフガニスタンの英雄、アフマド・シャー・マスードの子供たち1男5女の長男としてアフガニスタンに生まれる。イギリスに留学し、サンドハースト王立陸軍士官学校卒業後、キングス・カレッジ・ロンドン戦争学科より学士号、ロンドン大学シティ校より修士号を取得。
2016年にアフガニスタンに戻り、マスード財団（Massoud Foundation）最高経営責任者となる。また、2019年3月頃に地方分権改革を訴える政治活動を開始し、同年9月5日にはパンジシール渓谷にある父の霊廟で行われた政治集会で父の後継者として宣言された。